# Osuchów (powiat żyrardowski)

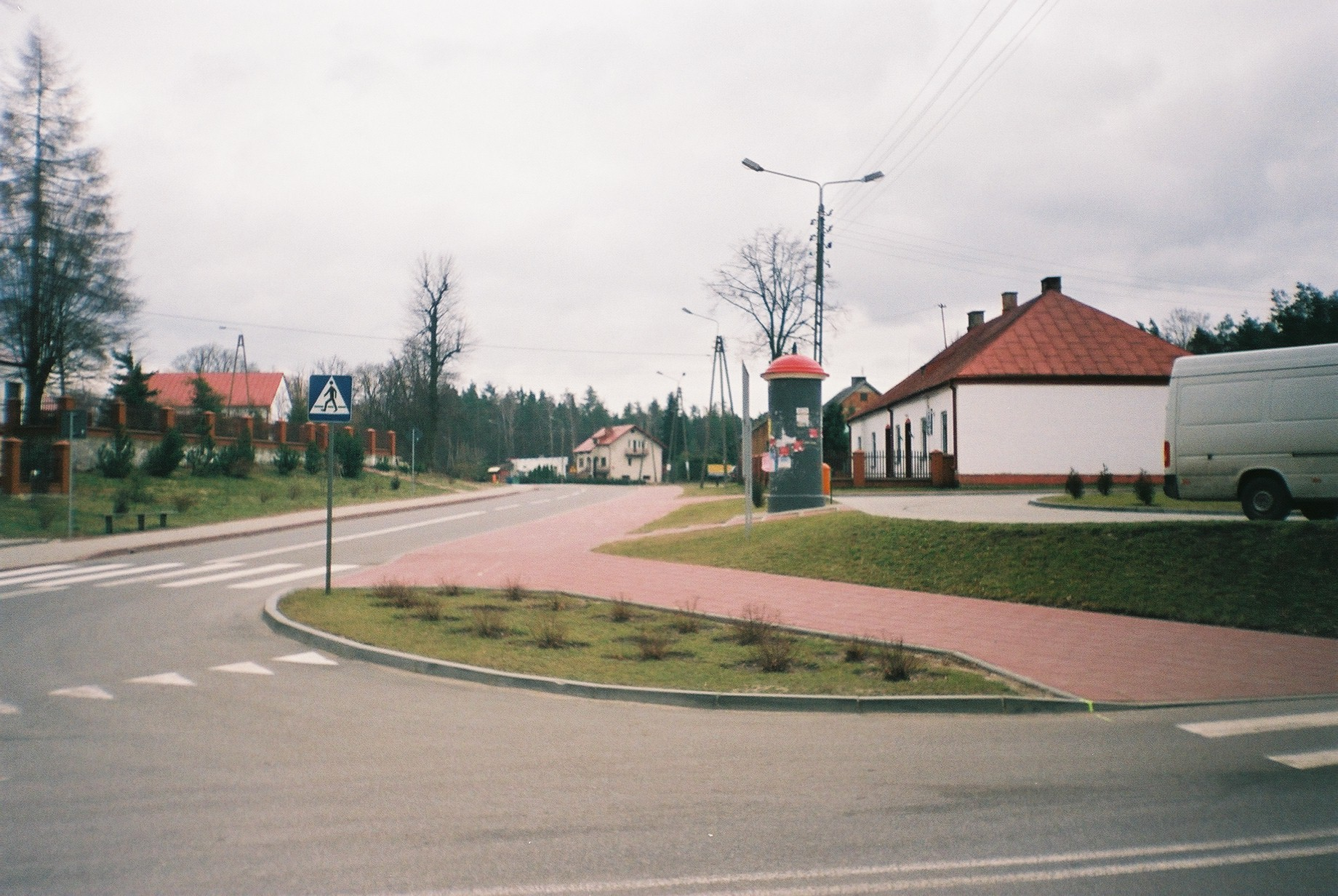
Wieś Osuchów

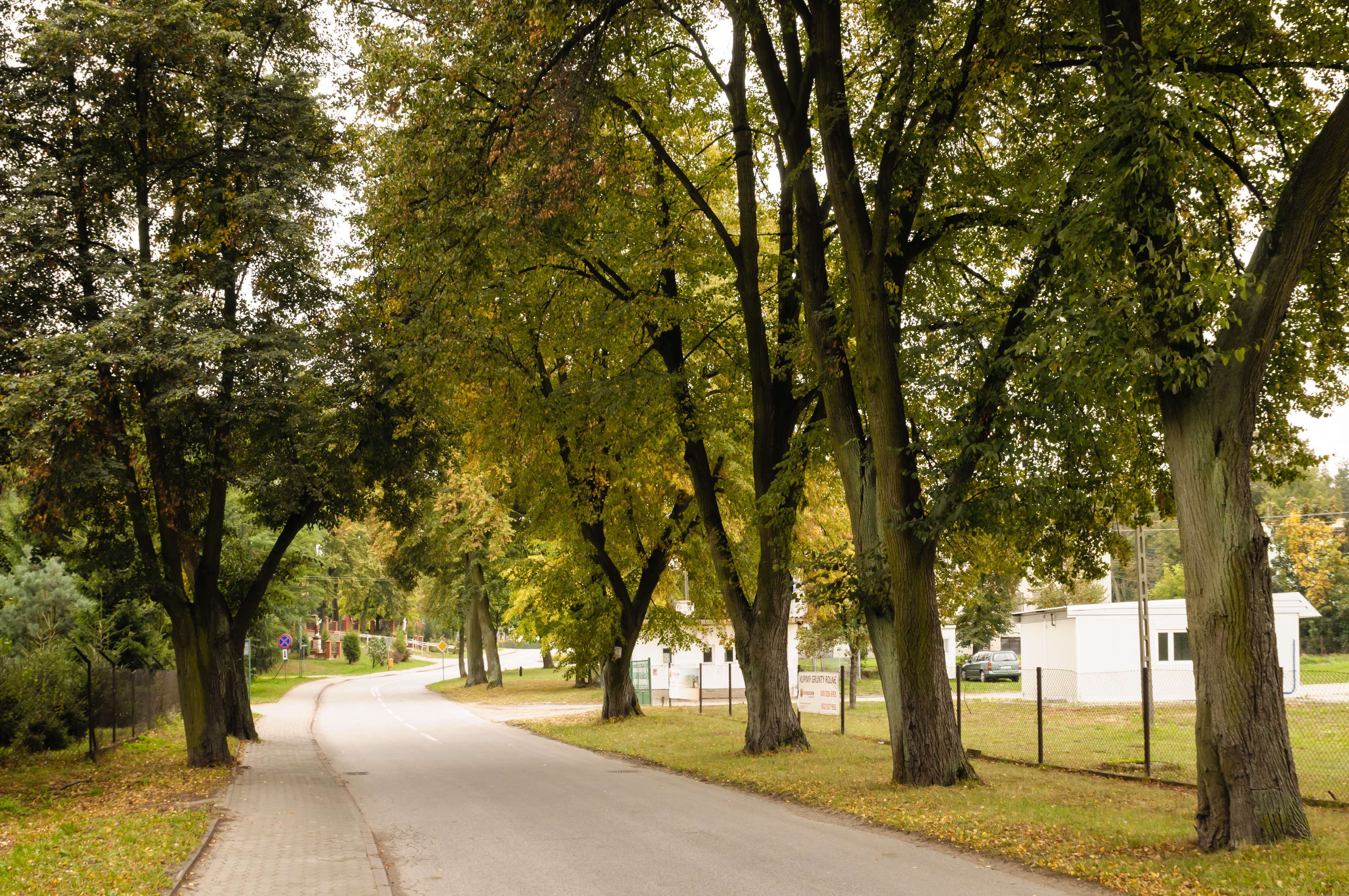
Zabytkowa aleja lipowa w Osuchowie

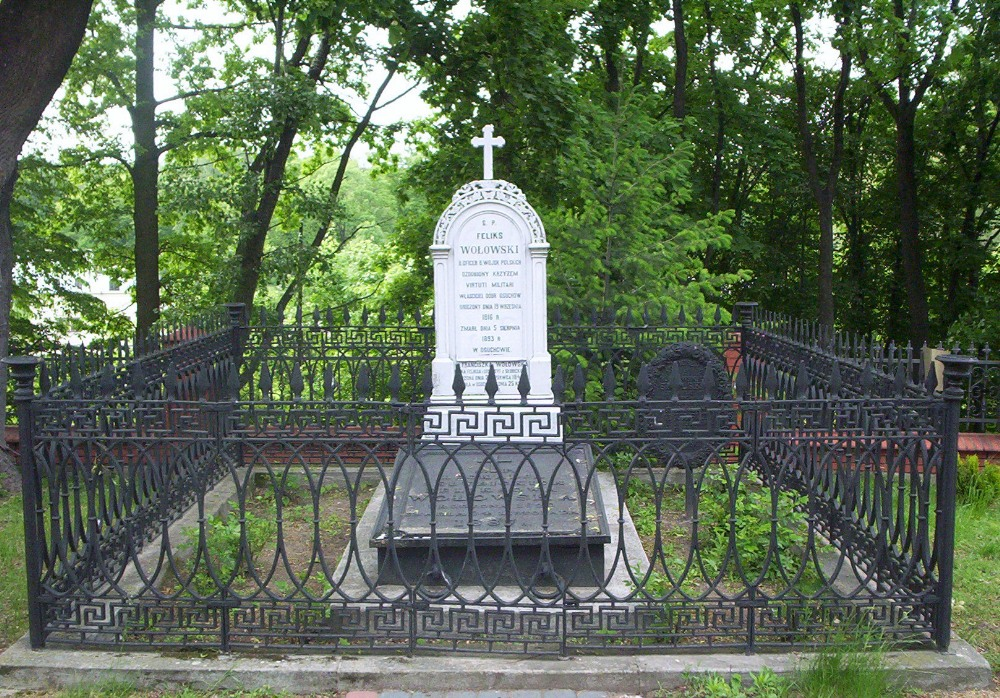
Grób Skulskich i Wołowskich przy kościele

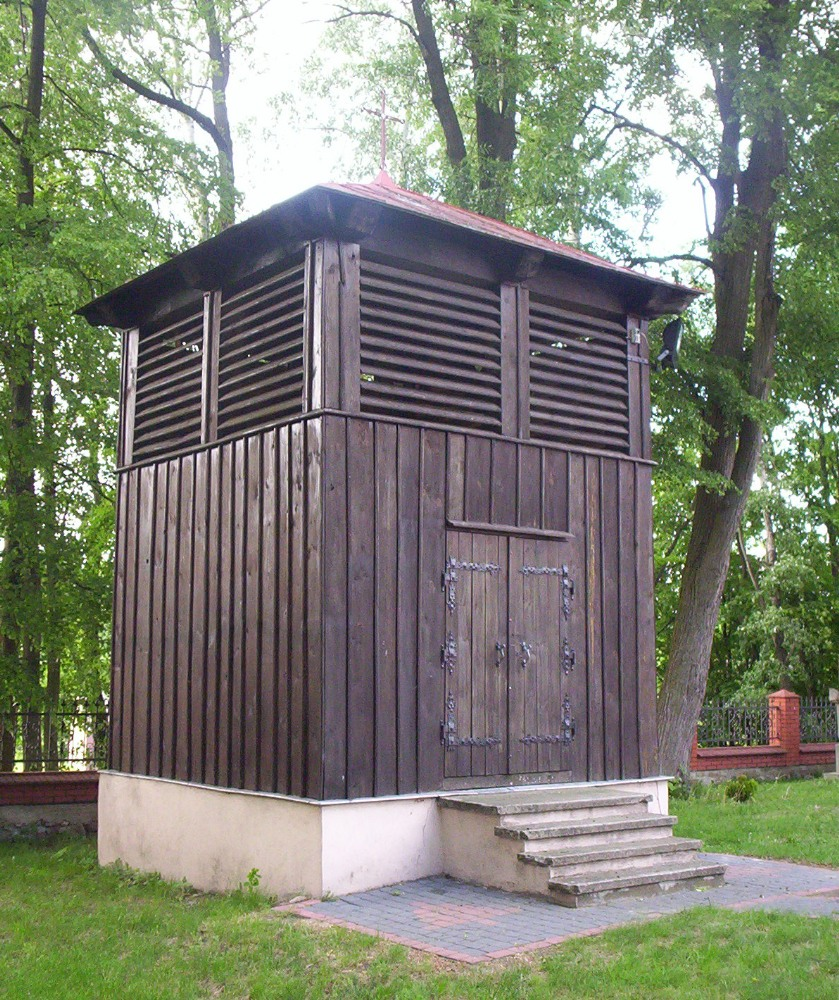
Dzwonnica przy kościele

Osuchów – wieś w Polsce położona w województwie mazowieckim, w powiecie żyrardowskim, w gminie Mszczonów.
W skład sołectwa Osuchów wchodzi także wieś Dębiny Osuchowskie.
Prywatna wieś szlachecka Osuchowo położona była w drugiej połowie XVI wieku w powiecie mszczonowskim ziemi sochaczewskiej województwa rawskiego. W latach 1975–1998 miejscowość należała administracyjnie do województwa skierniewickiego. Funkcję sołtysa od wielu lat sprawuje pan Krzysztof Szymański.
Na terenie wsi znajduje się rzymskokatolicki kościół parafialny pw. św. Stanisława, biskupa i męczennika. Obecny trójnawowy budynek świątyni wzniesiono w stylu neogotyckim w 1889 r. Kościół mieści trzy ołtarze. Na terenie przykościelnym znajduje się ponadto XVIII-wieczna drewniana dzwonnica i XIX-wieczny grób Feliksa Wołowskiego.
Do innych zabytków wsi należy klasycystyczny zespół pałacowo-parkowy, będący dawniej siedzibą jednej z gałęzi hrabiowskiego rodu Platerów (z którego wywodziła się m.in. Emilia Plater). Teren pałacowy został odnowiony w latach 90. XX w. Obecnie mieści się tam Ośrodek Szkoleniowy ZUS-u. Teren nie jest dostępny dla zwiedzających.
Do przyrodniczych atrakcji Osuchowa zaliczają się rezerwat przyrody Grądy Osuchowskie i zabytkowa aleja obsadzona ponad stuletnimi lipami, wpisana na listę pomników przyrody.

## Historia miejscowości
Najstarsza wzmianka o Osuchowie pochodzi z 1380 roku. Kolejna z kroniki Jana Długosza i dotyczy pobytu w tej miejscowości króla Władysława Jagiełły w grudniu 1410. W 1445 roku wymieniono pierwszego znanego plebana o imieniu Andrzej. Pierwszym znanym właścicielem wsi był kasztelan rawski Krystyn herbu Gozdawa, piszący się "z Osuchowa" w połowie XV wieku. W 1497 roku król Jan Olbracht skonfiskował dobra Wincentego Osuchowskiego (najmłodszego syna Krystyna) za to, że nie stawił się na wyprawę do Mołdawii. Jednak w zamian za zamianę Wincenty odzyskał swoją rodową siedzibę od nowego właściciela. W 1616 roku dziedzicem był Jan Wolski. W 1783 roku wieś stanowiła własność Walentego Sobolewskiego, podkomorzego warszawskiego. W 1670 roku Ulryk Werdum zanotował, że w Osuchowie stał zamek zbudowany częściowo z kamienia i częściowo z drzewa i otoczony fosą z mostem zwodzonym. Staraniem Feliksa Wołowskiego w miejsce drewnianego dworu zbudowano w 3 ćwierci XIX w. istniejący do dziś neoklasycystyczny pałac (zob. zespół pałacowo-parkowy w Osuchowie). Wraz z otaczającym go parkiem i terenami gruntów wsi Osuchów został zakupiony ok. 1889 r. przez hrabiowską rodzinę Platerów. Pałac rozbudowano w latach 1918–1927. W rękach Platerów pozostał aż do konfiskaty w 1944 r. Osuchów w latach 1954–1972 był siedzibą gromady Osuchów.

## Zagospodarowanie terenu i środowisko przyrodnicze
Tereny wsi w znacznej mierze (około 52,3%) pokrywają lasy mieszane z przewagą drzew liściastych, na obszarze rezerwatu Grądy Osuchowskie występuje także flora właściwa dla obszarów bagiennych.
Uprawa się głównie zboża i ziemniaki, istnieją też sady jabłoniowe. W lasach często pojawiają się wędrowne sarny, głównym przedstawicielem ptactwa łownego jest bażant. Wieś znajduje się także na trasie przelotów migrujących bocianów, a także dzikich gęsi.
Klasyfikacja użytków:
- grunty klasy IIIB-25,78 ha
- grunty klasy IVa – 143,45 ha
- grunty kasy IVb – 116,54 ha
- grunty klasy V – 147,22 ha
- grunty klasy VI – 71,64 ha
- łąki klasy III – 0,45 ha
- łąki klasy IV – 18,71 ha
- pastwiska klasy V – 3,89 ha
- pastwiska klasy VI – 0,67 ha
- grunty zadrzewione – 0,39 ha
- nieużytki – 5,63 ha
- grunty zabudowane – 28,61 ha

## Miejscowości o podobnej nazwie
- Nowa Osuchowa
- Osuchów (powiat białobrzeski)
- Osuchów (powiat zwoleński)
- Osuchów (województwo wielkopolskie)
- Stara Osuchowa